# Liste der Kulturdenkmale in Kittlitz
In der Liste der Kulturdenkmale in Kittlitz sind alle Kulturdenkmale der schleswig-holsteinischen Gemeinde Kittlitz (Kreis Herzogtum Lauenburg) und ihrer Ortsteile aufgelistet (Stand: 10. März 2025).

## Legende
In den Spalten befinden sich folgende Informationen:
- Objekt-ID: die Nummer des Kulturdenkmales
- Lage: die Adresse des Kulturdenkmales und die geographischen Koordinaten. Kartenansicht, um Koordinaten zu setzen. In der Kartenansicht sind Kulturdenkmale ohne Koordinaten mit einem roten Marker dargestellt und können in der Karte gesetzt werden. Kulturdenkmale ohne Bild sind mit einem blauen Marker gekennzeichnet, Kulturdenkmale mit Bild mit einem grünen Marker.
- Offizielle Bezeichnung: Bezeichnung des Kulturdenkmales
- Beschreibung: die Beschreibung des Kulturdenkmales
- Bild: ein Bild des Kulturdenkmales

## Bauliche Anlagen
| Objekt-ID    | Lage                                           | Offizielle Bezeichnung             | Beschreibung | Bild            |
| ------------ | ---------------------------------------------- | ---------------------------------- | --- | --------------- |
| 192 Wikidata | Niendorf 7 – 7a (53° 39′ 9″ N, 10° 55′ 57″ O)  | Gut Niendorf: Herrenhaus 1762/1844 | Alteintragung (Aktualisierung vorgesehen) - Begründung: Alteintragung (Aktualisierung vorgesehen) - Schutzumfang: Alteintragung (Aktualisierung vorgesehen) - Denkmaltyp: Bauliche Anlage | Fotos hochladen |
| 194 Wikidata | Niendorf 7 – 7a (53° 39′ 8″ N, 10° 55′ 55″ O)  | Gut Niendorf: südliche Scheune     | Alteintragung (Aktualisierung vorgesehen) - Begründung: Alteintragung (Aktualisierung vorgesehen) - Schutzumfang: Alteintragung (Aktualisierung vorgesehen) - Denkmaltyp: Bauliche Anlage | BW              |
| 195 Wikidata | Niendorf 7 – 7a (53° 39′ 10″ N, 10° 55′ 54″ O) | Gut Niendorf: nördliche Scheune    | Alteintragung (Aktualisierung vorgesehen) - Begründung: Alteintragung (Aktualisierung vorgesehen) - Schutzumfang: Alteintragung (Aktualisierung vorgesehen) - Denkmaltyp: Bauliche Anlage | BW              |

## Quelle
- Liste der Kulturdenkmale in Schleswig-Holstein – Herzogtum Lauenburg (PDF)

- Karte mit allen Koordinaten:
- OSM |
- WikiMap